# 中原就直
中原 就直（なかはら なりなお）は、江戸時代の武士。毛利氏の家臣で長州藩士。父は末近宗次。

## 生涯
元和5年（1619年）、長州藩士・末近宗次の次男として生まれる。毛利秀就に側近として召し出されて兄の就久とは別に知行を与えられて別家を立て、毛利秀就、綱広、吉就の三代に仕えた。
寛永15年（1638年）12月13日、秀就から「就」の偏諱と「五郎兵衛尉」の官途名を与えられた。また、就直の代に名字を「末近」から「中原」へと復している。
元禄4年（1691年）11月7日に死去。享年73。子の直信（佐右衛門、五郎兵衛）が後を継いだ。直信の死後は直信の子・直茂（三郎四郎、貞七）が後を継いだ。